# Romașkî, Mîronivka
Romașkî (în ucraineană Ромашки) este un sat în comuna Malîi Bukrîn din raionul Mîronivka, regiunea Kiev, Ucraina.

## Demografie
Componența lingvistică a localității Romașkî
     Ucraineană (96,23%)
     Rusă (3,77%)
Conform recensământului din 2001, majoritatea populației localității Romașkî era vorbitoare de ucraineană (96,23%), existând în minoritate și vorbitori de rusă (3,77%).